# Ken'ichi Uemura
Ken'ichi Uemura (上村 健一 Uemura Ken'ichi?, Yatsushiro, Kumamoto, 22 de abril de 1974) es un futbolista japonés que se desempeñaba como defensor.

## Clubes
| Club                | País  | Año         |
| ------------------- | ----- | ----------- |
| Sanfrecce Hiroshima | Japón | 1993 - 2004 |
| Cerezo Osaka        | Japón | 2004        |
| Tokyo Verdy         | Japón | 2005 - 2006 |
| Yokohama Sports     | Japón | 2006        |
| Roasso Kumamoto     | Japón | 2007 - 2008 |